# Aeroporto de Angra dos Reis
O Aeroporto de Angra dos Reis (ICAO: SDAG / IATA: GDR) situa-se no bairro Japuíba, distante cerca de 5 km do centro da cidade de Angra dos Reis e próximo à rodovia BR-101.
É considerado de pequeno porte e opera usualmente com aeronaves particulares, registrando em média 1.500 pousos mensais no verão. É administrado por uma empresa privada chamada Angra Aero-Portos formada através de um consórcio de duas empresas: GRAPIÚNA INVESTIMENTOS E EMPREENDIMENTOS LTDA e AR EMPREENDIMENTOS IMOBILIÁRIOS LTDA.
O Aeroporto conta com uma estrutura de pista de asfalto (medindo 1015x30 metros), uma estação de passageiros, PAA (Parque de Abastecimento de Aeronaves) com querosene e dois pátios, sendo que o maior mede 12.000 metros quadrados.

## Ampliação
O aeroporto de Angra dos Reis terá a sua pista ampliada de 1015 para 1300 metros de comprimento de modo a poder receber aeronaves maiores. Receber mais turistas provenientes das cidades do Rio de Janeiro e de São Paulo ou mesmo de outros estados, é o principal objetivo desta obra orçada em mais de R$ 29 milhões. A obra foi autorizada e assinada em 13 de agosto de 2020 pelo governador do estado do Rio de Janeiro Wilson Witzel.
Atualmente o aeroporto comporta somente aeronaves de pequeno porte e helicópteros. Com a ampliação da pista e pátio para manobras o aeroporto será homologado para acolher aeronaves de maior porte como por exemplo turbo-hélice de 20 a 50 passageiros de empresas aéreas regionais como AZUL/TRIP e TEAM.
O Aeroporto, atualmente só opera VFR, pois não conta com instrumentos de auxílio à navegação aérea.